# Ein anderer Mann – eine andere Frau
Ein anderer Mann – eine andere Frau (Originaltitel: Un autre homme, une autre chance) ist ein im Westernmilieu spielender Spielfilm von Claude Lelouch, der in Deutschland am 28. Oktober 1977 seine erste Aufführung erlebte.

## Handlung
Die junge Jeanne verliebt sich in dem von Napoleon in Armut gestürzten und von den Deutschen belagerten Paris um das Jahr 1870 in den Fotografen Francis. Mit einem Auswandererschiff gelangen die beiden in das Land ihrer Träume, nach Amerika. Die Auswanderer bestehen einige Abenteuer, eröffnen schließlich ein Fotofachgeschäft und Jeanne schenkt einer Tochter das Leben. In der Neuen Welt lebt David, ein Tierarzt, mit seiner Frau Mary und seinem Sohn Simon auf einer kleinen Ranch. Die in ihrer Ehe sehr unglückliche Mary wird dort überfallen und getötet. Auch Francis, inzwischen ein erfolgreicher Bildjournalist, wird ermordet, da er sich weigert, ein Beweisfoto für einen Lynchmord zu veröffentlichen. In dem von Simon und Marys Tochter Sarah besuchten Internat treffen die beiden Verwitweten aufeinander und beschließen, gemeinsam einen Neuanfang zu wagen.

## Kritiken
„Melodram im Westerngewand, das als romantisches Kinomärchen gefällige Unterhaltung liefert.“

„Das romantische, etwas weitschweifige Märchen ist eine Variation seines Films Ein Mann und eine Frau von 1966.“

„Das Kino Lelouchs besteht nicht aus dem Erzählen von Geschichten. Es besteht aus einem langen Blick auf Augenblicke. Wenn Ein anderer Mann – eine andere Frau der schönste Film von Lelouch ist, dann deshalb, weil er diesmal seinen Blick länger auf solchen Augenblicken ruhen läßt als bisher.“